# 土伦站
土伦站是法国的一个铁路车站，位于法国东南部地中海沿岸城市，瓦尔省省会土伦。

## 位置
土伦站位于土伦市区的中北部，老城区以北。车站大致呈西北-东南走向，开口朝西南。车站西侧有一处人行天桥可与车站东北侧连接。

## 停靠线路
以下列车线路在土伦站停靠：
| 土伦站列车线路表       |              |           |                   |                   |
| 线路                   | 车种         | 上一站    | 下一站            | 大致运行频率      |
| 巴黎—尼斯/文蒂米利亚站 | TGV          | 艾克斯TGV | 雷扎克            | 每天6趟左右       |
| 巴黎—土伦/伊埃尔       | TGV          | 艾克斯TGV | （终点）/伊埃尔   | 每天1~3趟         |
| 里尔—尼斯              | TGV          | 马赛      | 雷扎克            | 每周2趟左右       |
| 梅斯/里昂—尼斯         | TGV          | 马赛      | 雷扎克            | 每天3趟左右       |
| 马赛—米兰              | Thello       | 马赛      | 雷扎克            | 每天1~2趟         |
| 马赛—尼斯/文蒂米利亚站 | 法国大区列车 | 马赛      | 卡尔努勒          | 每天8趟左右       |
| 土伦—卡尔努勒/雷扎克   | 法国大区列车 | （起点）  | 拉加尔德          | 每天4~7趟         |
| 雷扎克→马赛            | 法国大区列车 | 拉加尔德  | 拉塞讷            | 每天1~2趟（单向） |
| 马赛—土伦/伊埃尔       | 法国大区列车 | 拉塞讷    | （终点）/拉加尔德 | 每天23趟左右      |
| 土伦—伊埃尔            | 法国大区列车 | （起点）  | 拉加尔德          | 每天7趟左右       |
| 阿维尼翁—土伦          | 法国大区列车 | 奥里乌勒  | （终点）          | 每天1趟           |
| 1. 2. 3.               |              |           |                   |                   |

## 配套交通

### 长途客运线路
土伦站对应的大巴车上下车地点为土伦汽车站（Gare routière），位于车站东侧，出站后左转步行大约100米即可。
| 停靠土伦汽车站的大巴车 |                                              |                                                                                    |
| 上下车地点             | 运营单位                                     | 主要目的地                                                                         |
| 土伦汽车站             | Eurolines                                    | 巴黎、芒通（可联程中转前往欧洲各地）                                               |
| 土伦汽车站             | Flixbus                                      | 巴黎、南特、昂热、图尔、布尔日、克莱蒙费朗、尼斯、波尔多、图卢兹、纳博讷、蒙彼利埃 |
| 土伦汽车站             | Isilines                                     | 巴黎、里昂                                                                         |
| 土伦汽车站             | 普罗旺斯客运公司 LER                         | 普罗旺斯地区艾克斯                                                                 |
| 土伦汽车站             | 瓦尔省城际客运 Varlib （页面存档备份，存于） | 德拉济尼昂、布里尼奥勒、勒吕克、勒卡斯特勒、圣特罗佩、西尼、邦多、科洛布里埃       |
| 土伦汽车站             | SNCF                                         | （当某条铁路线施工或罢工时，SNCF可能会提供途径该线路沿途站点的大巴车）             |
| 1. 2. 3.               |                                              |                                                                                    |

### 市内交通
| 土伦站附近的市内公共交通线路 |                                                  |                                            |
| 公交车站名称                 | 位置                                             | 停靠线路                                   |
| Gare (Toulon)                | 位于土伦站正前方的碉堡大道（Avenue de Vauban）上 | 3路、9路、15路、23路                       |
| Gare routière                | 位于土伦站东侧的土伦汽车站附近                   | 29路、39路、70路、71路、72路、102路、103路 |
| 1.                           |                                                  |                                            |

## 临近车站
| 土伦站（Gare de Toulon） |                      |            |
| 上行车站                 | 线路                 | 下行车站   |
| 拉塞纳六炉站             | 马赛－文蒂米利亚铁路 | 拉加尔德站 |